# 伊藤元重
伊藤 元重（いとう もとしげ、1951年12月19日 - ）は、日本の経済学者。東京大学名誉教授、元学習院大学教授。復興庁復興推進委員会委員長。専門は国際経済学、ミクロ経済学。Ph.D.（ロチェスター大学、1979年）。静岡県静岡市出身。

## 人物
経済学、ビジネスに関する多数の解説書がある。また、テレビ東京「ワールドビジネスサテライト」などへのコメンテーターとしての出演、日本経済新聞や様々なビジネス誌・経済誌への寄稿もおこなっている。小渕内閣「経済戦略会議」、森内閣「IT戦略会議」で委員を務める。竹中平蔵とも旧知の間柄であり、学界のみならず政財界・マスコミなどにも人脈が広い。研究室の学生との共著も定期的に出版している。東京大学教授松井彰彦、柳川範之は、同研究室出身。
税と社会保障の一体改革が持論であり、消費税の増税に賛成論者であり、消費税率の引き上げによる緊縮財政政策で将来の日本をよくするための投資に回し、これによって景気刺激策が期待されると主張している。
東日本大震災後、日本経済新聞の「経済教室」で、経済学者の伊藤隆敏とともに復興特別税を提言し、署名活動を求めた。TPPに関しては縮小する国内市場だけでは日本の産業はじり貧になるので、積極的に海外市場に進出すべきであるとの立場から賛成である。
2014年に出版された『日本政治ひざ打ち問答』（御厨貴と芹川洋一の共著 日本経済新聞出版社）によると、小沢一郎の著書である『日本改造計画』の経済の部分は伊藤と竹中平蔵の執筆である。

## 死亡消費税の提起
第13回社会保障制度改革国民会議では「60-85歳の間、消費を抑え、お金をお使いにならないでため込んだ方は消費税を払わないでお亡くなりになる。生前にお払いにならなかった消費税を少しいただくという意味も込めて、死亡時の遺産に消費税的な税金をかけるという考え方がありえます。」と死亡消費税を提案している。

## 略歴

### 学歴
- 1970年3月 - 静岡県立静岡高等学校卒業
- 1974年3月 - 東京大学経済学部卒業
- 1976年3月 - 東京大学大学院経済学研究科修士課程修了
- 1978年6月 - 東京大学大学院経済学研究科博士課程中退
- 1978年7月 - ロチェスター大学大学院経済学研究科博士課程修了

### 職歴
- 1978年9月 - ヒューストン大学経済学研究科助教授
- 1979年10月 - 東京都立大学 (1949-2011)経済学部助教授
- 1982年4月 - 東京大学経済学部助教授
- 1993年12月 - 東京大学経済学部教授
- 1996年4月 - 東京大学大学院経済学研究科教授
- 2006年2月 - 総合研究開発機構（NIRA）理事長（2014年まで）
- 2007年10月 - 東京大学大学院経済学研究科長・経済学部長
- 2016年4月 - 学習院大学国際社会科学部教授（2022年3月まで）
- 2016年6月 - 東京大学名誉教授

### 学外における役職
- 2006年11月 - 政府税制調査会委員
- 2012年11月 - 社会保障制度改革国民会議委員
- 2013年1月 - 経済財政諮問会議民間議員
- 2013年3月 - 復興推進委員会委員長

## 著書

### 単著
- 『入門経済学』（日本評論社, 1987年）
- 『ゼミナール国際経済入門』（日本経済新聞社, 1989年）
- 『ミクロ経済学』（日本評論社, 1992年）
- 『挑戦する流通』（講談社, 1994年）
- 『市場主義』（講談社, 1996年／日本経済新聞社［日経ビジネス人文庫］, 2000年）
- 『百貨店の未来』（日本経済新聞社, 1998年）
- 『市場の法則』（講談社, 1998年）
- 『入門経済学 第2版』（日本評論社, 2001年）
- 『デジタルな経済――世の中大変化小変化』（日本経済新聞社, 2001年）
- 『経済の読み方 予測の仕方』（講談社, 2001年）
- 『流通は進化する――日本経済の明日を読む』（中央公論新社［中公新書］, 2001年）
- 『マクロ経済学』（日本評論社, 2002年）
- 『流通戦略の新発想』（PHP研究所［PHP新書］, 2003年）
- 『経済学的に考える。』（日本経済新聞社, 2003年）
- 『グローバル経済の本質――国境を越えるヒト・モノ・カネが経済を変える』（ダイヤモンド社, 2003年）
- 『ミクロ経済学 第2版』（日本評論社, 2003年）
- 『ビジネス・エコノミクス』（日本経済新聞社, 2004年）
- 『はじめての経済学（上・下）』（日本経済新聞社［日経文庫］, 2004年）
- 『成熟市場の成功法則12人の経営者が語る「勝利の方程式」』（PHP研究所 , 2005年）
- 『伊藤元重のマーケティング・エコノミクス』（日本経済新聞社, 2006年）
- 『経済の読み方 予測の仕方』（光文社 [知恵の森文庫] , 2007年）
- 『大変化』（講談社,2008年）
- 『キーワードで読み解く経済』（NTT出版,2008年）
- 『入門経済学 第3版』（日本評論社, 2009年）
- 『危機を超えて ― すべてがわかる「世界大不況」講義』（講談社,2009年）
- 『経済危機は世界に何をもたらしたか』（日本経済新聞社, 2009年）
- 『ゼミナール 現代経済入門』（日本経済新聞出版社,2011年）
- 『[図解]「通貨と為替」がわかる特別講義 経済ニュースがスラスラ読める!』（PHP研究所, 2012年）
- 『マクロ経済学 第2版』（日本評論社, 2012年）
- 『日本経済を創造的に破壊せよ!』（ダイヤモンド社,2013年）
- 『流通大変動 現場から見えてくる日本経済』（NHK出版新書,2014年）
- 『東大名物教授がゼミで教えている人生で大切なこと』（東洋経済新報社,2014年）
- 『どうなる世界経済 入門 国際経済学』（光文社新書,2016年）
- 『伊藤元重が警告する日本の未来』（東洋経済新報社,2017年）
- 『伊藤元重が語るTPPの真実』（日本経済新聞出版社,2017年）

### 共著
- （大山道広）『モダン・エコノミックス(14)国際貿易』（岩波書店, 1985年）
- （清野一治・奥野正寛・鈴村興太郎）『産業政策の経済分析』（東京大学出版会, 1988年）
- （石黒一憲）『提言通商摩擦――法と経済の対話』（NTT出版, 1993年）
- （伊藤研究室）『日本の物価はなぜ高いのか――価格と流通の経済学』（NTT出版, 1995年）
- （伊藤研究室）『円高・円安の企業行動を解く――為替変動の経済学』（NTT出版, 1996年）
- （伊藤研究室）『日本のサービス価格はどう決まるのか――サービス料金の経済学』（NTT出版, 1998年）
- （佐藤嘉子）『流動化の時代――日本経済再生のシナリオ』（東洋経済新報社, 1999年）
- （伊藤研究室）『通商摩擦はなぜ起きるのか――保護主義の政治経済学』（NTT出版, 2000年）
- （鶴田俊正）『日本産業構造論』（NTT出版, 2001年）
- （安部修仁）『吉野家の経済学』（日本経済新聞社［日経ビジネス人文庫］, 2002年）
- （伊藤研究室）『日本の食料問題を考える――生産者と消費者の政治経済学』（NTT出版, 2002年）
- （下井直毅）『マクロ経済学パーフェクトマスター』（日本評論社, 2003年）
- （下井直毅）『ミクロ経済学パーフェクトマスター』（日本評論社, 2007年）
- （下井直樹）『日本の空を問う』（日本経済新聞社,2007年）
- （総合研究開発機構）『日本経済の「いま」がわかる11のトレンド』（講談社,2007年）

### 編著
- 『流通革命の経済学』（ダイヤモンド社, 1996年）
- 『リーディングス格差を考える』（日本経済新聞社,2008年）

### 共編著
- （植田和男・竹中平蔵）『パースペクティブ日本経済――円高シフトの構造と方向』（筑摩書房, 1988年）
- （西村和雄）『応用ミクロ経済学』（東京大学出版会, 1989年）
- （石見徹）『国際資本移動と累積債務』（東京大学出版会, 1990年）
- （奥野正寛）『通商問題の政治経済学』（日本経済新聞社, 1991年）
- （伊丹敬之・加護野忠男）『リーディングス日本の企業システム（全4巻）』（有斐閣, 1993年）
- （岩井克人）『現代の経済理論』（東京大学出版会, 1994年）
- （通産省通商産業研究所）『貿易黒字の誤解――日本経済のどこが問題か』（東洋経済新報社, 1994年）
- （猪木武徳・植田和男・加護野忠男・小峰隆夫・樋口美雄）『日本経済事典』（日本経済新聞社, 1996年）
- （鴨武彦・石黒一憲）『リーディングス国際政治経済システム（全4巻）』（有斐閣, 1997年-1999年）
- （伊藤研究室）『伊藤元重の日本経済がわかるキーワード』（日本経済新聞社, 2002年-2003年）
- （財務省財務総合政策研究所）『日中関係の経済分析――空洞化論・中国脅威論の誤解』（東洋経済新報社, 2003年）
- （伊藤研究室）『伊藤元重の経済がわかる研究室』（日本経済新聞社, 2005年）
- （五百旗頭真・薬師寺克行）『シリーズ90年代の証言』（朝日新聞社、2006年-）
  - 『小沢一郎――政権奪取論』（2006年）
  - 『宮澤喜一――保守本流の軌跡』（2006年）
  - 『外交激変――元外務省事務次官柳井俊二』（2007年）
  - 『出井伸之――多様性への挑戦』（2007年）
  - 『森喜朗――自民党と政権交代』（2007年）
  - 『野中広務――権力の興亡』（2008年）
  - 『菅直人――市民運動から政治闘争へ』（2008年）
  - 『岡本行夫――現場主義を貫いた外交官』（2008年）

## 出演番組
- パナソニックスペシャル・伊藤元重の経済×未来研究所（BS朝日・冠番組）
- ワールドビジネスサテライト（テレビ東京・定期出演）
- BSフジLIVE プライムニュース（フジテレビ）
- 世界一受けたい授業（日本テレビ）
- ニュース深読み（NHK総合）
- 日曜討論（NHK総合）
- クローズアップ現代+（NHK総合）